# Parafia św. Katarzyny Aleksandryjskiej w Działdowie
Parafia św. Katarzyny Aleksandryjskiej i bł. Męczenników Działdowskich: abp. Antoniego Juliana Nowowiejskiego i bp. Leona Wetmańskiego w Działdowie – parafia rzymskokatolicka w diecezji toruńskiej, w dekanacie działdowskim, z siedzibą w Działdowie. P
Proboszczem od 14 maja 2022 jest ks. Szymon Chachulski.

## Historia
- 22 września 1996 – ustanowienie parafii (wyodrębnienie z parafii św. Wojciecha),
- 25 listopada 1997 – pierwsza msza w nowo wybudowanej świątyni

## Kościół parafialny
Kościół parafialny został oddany do użytku w 25 listopada 1997 r. Jest to nowoczesna budowla murowana, otynkowana. Dach czerwony spadzisty. 

## Inne kaplice i kościoły
Na terenie parafii znajduje się kaplica szpitalna przy ul. Leśnej 1.

## Zasięg parafii
- Malinowo
- część Działdowa:
  - Aleja Świętej Katarzyny Aleksandryjskiej (dawniej ul. Chełmońskiego), ul. Cybisa, ul. Dębowa, ul. Drzymały, ul. Fałata, ul. Grottgera, ul. Kossaka, ul. Kwiatowa, ul. Lentza, ul. Leśna, ul. Malczewskiego, ul. Matejki, ul. Michałowskiego, ul. Młodzieżowa, ul. Modrzewiowa, ul. Turkusowa, ul. Orłowskiego, ul. Piaskowa, ul. Podkowińskiego, ul. Rydygiera, ul. Sukertowej-Biedrawiny, ul. Świerkowa, ul. Sosnowa, ul. Stwosza, ul. Wrzosowa, ul. Wyczółkowskiego, ul. Zientary-Malewskiej, ul. ZHP, ul. ZMW, ul. Słowikowa, ul. Diamentowa, ul. Zuchowa, ul. Perłowa

## Grupy parafialne
- Ministranci i lektorzy
- Żywy Różaniec
- KSM
- Pustynia Miast
- Szkoła Nowej Ewangelizacji
- Betania
- Schola „Katarzynki”